# Giro del Lussemburgo 1961
Il Giro del Lussemburgo 1961, venticinquesima edizione della corsa, si svolse dal 16 al 19 giugno su un percorso di 819 km ripartiti in 4 tappe, con partenza a Lussemburgo e arrivo a Esch-sur-Alzette. Fu vinto dal lussemburghese Charly Gaul della Gazzola-Fiorelli davanti al suo connazionale Marcel Ernzer e al francese Georges Groussard.

## Tappe
| Tappa  | Data      | Percorso                    | km  | Vincitore di tappa | Leader cl. generale |
| ------ | --------- | --------------------------- | --- | ------------------ | ------------------- |
| 1ª     | 16 giugno | Lussemburgo > Lussemburgo   | 219 | Robert Lelangue    | Robert Lelangue     |
| 2ª     | 17 giugno | Lussemburgo > Bettembourg   | 164 | Léon Van Daele     | Léon Van Daele      |
| 3ª     | 18 giugno | Bettembourg > Diekirch      | 242 | Charly Gaul        | Charly Gaul         |
| 4ª     | 19 giugno | Diekirch > Esch-sur-Alzette | 194 | Marcel Ernzer      | Charly Gaul         |
| Totale | Totale    | Totale                      | 819 |                    |                     |

## Dettagli delle tappe

### 1ª tappa
- 16 giugno: Lussemburgo > Lussemburgo – 219 km

| Pos. | Corridore       | Squadra | Tempo    |
| ---- | --------------- | ------- | -------- |
| 1    | Robert Lelangue | Solo    | 6h17'07" |
| 2    | Léon Van Daele  | Wiel's  | s.t.     |
| 3    | Robert Seneca   | Solo    | s.t.     |

| Pos. | Corridore       | Squadra | Tempo |
| ---- | --------------- | ------- | ----- |
| 1    | Robert Lelangue | Solo    |       |

### 2ª tappa
- 17 giugno: Lussemburgo > Bettembourg – 164 km

| Pos. | Corridore            | Squadra | Tempo    |
| ---- | -------------------- | ------- | -------- |
| 1    | Léon Van Daele       | Wiel's  | 4h20'08" |
| 2    | Augustin Corteggiani | Kas     | s.t.     |
| 3    | Marcel Ernzer        | Gazzola | s.t.     |

| Pos. | Corridore      | Squadra | Tempo |
| ---- | -------------- | ------- | ----- |
| 1    | Léon Van Daele | Wiel's  |       |

### 3ª tappa
- 18 giugno: Bettembourg > Diekirch – 242 km

| Pos. | Corridore         | Squadra       | Tempo    |
| ---- | ----------------- | ------------- | -------- |
| 1    | Charly Gaul       | Gazzola       | 7h12'45" |
| 2    | Marcel Ernzer     | Gazzola       | a 7'15"  |
| 3    | Georges Groussard | Alcyon-Leroux | s.t.     |

| Pos. | Corridore   | Squadra | Tempo |
| ---- | ----------- | ------- | ----- |
| 1    | Charly Gaul | Gazzola |       |

### 4ª tappa
- 19 giugno: Diekirch > Esch-sur-Alzette – 194 km

| Pos. | Corridore         | Squadra       | Tempo    |
| ---- | ----------------- | ------------- | -------- |
| 1    | Marcel Ernzer     | Gazzola       | 5h46'41" |
| 2    | Georges Groussard | Alcyon-Leroux | s.t.     |
| 3    | Aldo Bolzan       | Gazzola       | s.t.     |

| Pos. | Corridore         | Squadra       | Tempo     |
| ---- | ----------------- | ------------- | --------- |
| 1    | Charly Gaul       | Gazzola       | 23h36'41" |
| 2    | Marcel Ernzer     | Gazzola       | a 7'15"   |
| 3    | Georges Groussard | Alcyon-Leroux | s.t.      |

## Classifiche finali

### Classifica generale
| Pos. | Corridore         | Squadra               | Tempo     |
| ---- | ----------------- | --------------------- | --------- |
| 1    | Charly Gaul       | Gazzola-Fiorelli      | 23h36'41" |
| 2    | Marcel Ernzer     | Gazzola-Fiorelli      | a 7'15"   |
| 3    | Georges Groussard | Alcyon-Leroux         | s.t.      |
| 4    | Aldo Bolzan       | Gazzola-Fiorelli      | s.t.      |
| 5    | José Collette     | Solo-Van Steenbergen  | a 8'38"   |
| 6    | Jacques Champion  | Alcyon-Leroux         | s.t.      |
| 7    | Huub Zilverberg   | Locomotief-Vredestein | a 9'15"   |
| 8    | Raymond Bley      | Alcyon-Leroux         | a 9'35"   |
| 9    | Stan Goossens     | Solo-Van Steenbergen  | a 11'05"  |
| 10   | Jempy Sintges     | Saint-Raphaël         | a 11'21"  |